# Chamaedorea oreophila
Chamaedorea oreophila är en enhjärtbladig växtart som beskrevs av Carl Friedrich Philipp von Martius. Chamaedorea oreophila ingår i släktet Chamaedorea och familjen Arecaceae. Inga underarter finns listade i Catalogue of Life.